# Asparuque da Bulgária
Asparuque ou Isperique (em búlgaro: Аспарух; romaniz.: Asparukh ou Исперих, Esperekh) foi um líder protobúlgaro da segunda metade do século VII. A ele é creditada a fundação do Primeiro Império Búlgaro em 680–681.

## Primeiros anos
De acordo com a Nominália dos cãs búlgaros, Asparuque pertencia ao clã Dulo e seu reinado teria durado 61 anos. Essa longa duração do seu reinado não é considerada exata e provavelmente refere-se à duração da vida de Asparuque. Segundo a cronologia estabelecida por Moskov, ele teria reinado entre 668 e 695. Outras cronologias datam o final do seu reinado em 700 ou 701, mas essa datação é incompatível com a Nominália. Segundo fontes bizantinas, Asparuque era o terceiro filho de Cubrato - o líder que fundou a Antiga Grande Bulgária nas estepes da moderna Ucrânia, cuja morte teria ocorrido em 642/665. Após a morte de Cubrato, sucedeu-o o irmão mais velho de Asparuque, Beano, porém a Grande Bulgária sucumbiu a um ataque casar em 668 e então Asparuque e seus irmãos partiram, com seu povo, em busca de terras mais seguras.

O Primeiro Império Búlgaro

## Fundação do Primeiro Império Búlgaro
Asparuque foi seguido por 20 000 a 30 000 protobúlgaros. Cruzou o delta do Danúbio e, enquanto Constantinopla, capital do Império Bizantino, era sitiada por Moáuia I, o califa omíada (674–678), ele e seus seguidores se estabeleceram ou na área de Ongul, no sul da Bessarábia, ou no norte de Dobruja.
Depois que o cerco árabe a Constantinopla terminou, o imperador bizantino Constantino IV marchou contra os protobúlgaros e seus aliados eslavos em 680, forçando-os a procurar abrigo em um acampamento fortificado. Obrigado a abandonar a liderança do seu exército para tratamento médico, o imperador alimentou boatos de que havia fugido, o que solapou o ânimo das tropas e suscitou muitas deserções. Então, os búlgaros e seus aliados conseguiram romper o bloqueio e derrotar as tropas inimigas na batalha de Ongal, ainda em 680. Em seguida, Asparuque deslocou-se rapidamente do delta do Danúbio para a região dos Bálcãs.

### Reinado
A vitória de Asparuque levou à conquista da Mésia pelos búlgaros e ao estabelecimento de uma espécie de aliança com os grupos eslavos locais (os severianos e as sete tribos eslavas). Quando Asparuque iniciou a invasão pelas montanhas da Trácia bizantina em 681, Constantino IV decidiu limitar suas perdas e concluir um tratado pelo qual o Império Bizantino pagaria aos búlgaros um tributo anual em dinheiro a título de "proteção" - o que equivale ao reconhecimento do estado búlgaro pelo Império Bizantino. Na historiografia búlgara, 681 é o ano geralmente aceito como data da fundação da Bulgária.
Segundo a tradição local, Asparuque morreu em combate contra os cazares no Danúbio. Foi sucedido por seu filho, Tervel.